# Multigun

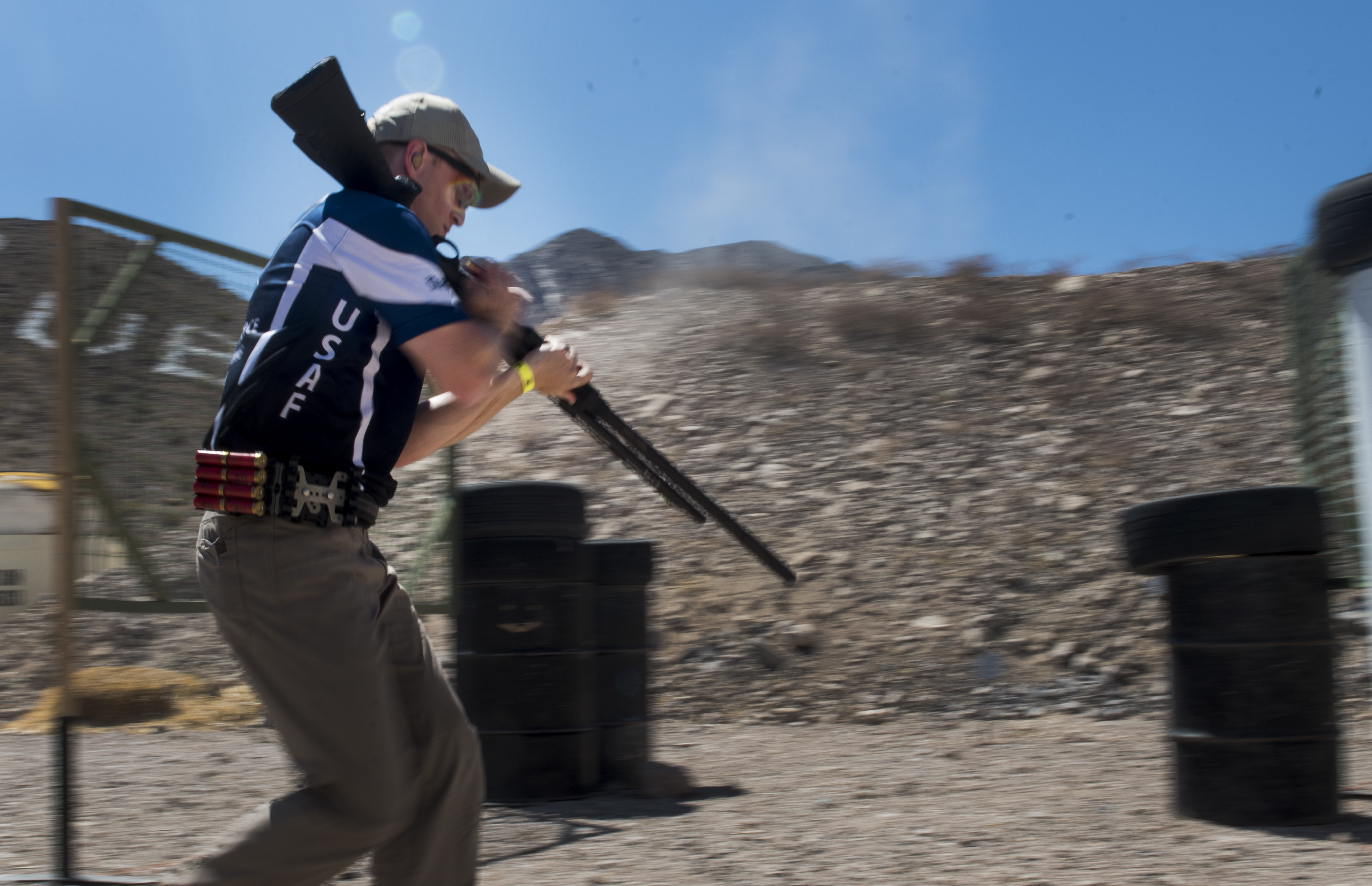
Um competidor recarrega uma espingarda durante o 2018 USPSA Multigun Championship em Boulder City, Nevada.

Multigun, Multi Gun ou Multi-Gun, muitas vezes também chamado de 2-Gun ou 3-Gun dependendo dos tipos das armas de fogo usadas, são eventos de tiro prático em que cada uma das fases exige que o competidor use uma combinação de armas curtas, rifles e/ou espingardas Multigun tem muito em comum com as competições de arma única da IPSC/USPSA, e as disputas geralmente têm pistas de tiro onde o atirador deve se mover por diferentes estágios e atingir alvos em uma variedade de posições diferentes.
Multigun em sua forma mais antiga é organizado pela "International Practical Shooting Confederation" (IPSC) como Torneios, mas não exige que o competidor faça a transição entre armas de fogo durante o estágio. Em vez disso, os torneios consistem em Partidas de Componentes separadas para cada tipo de arma de fogo com uma pontuação combinada no final.